# Affoltern (Stadt Zürich)
Affoltern ist ein Quartier der Stadt Zürich. Die ehemals selbständige Gemeinde Affoltern wurde 1934 eingemeindet und bildet heute zusammen mit Oerlikon und Seebach den Kreis 11.
Affoltern ist durch den Käferberg von der Innenstadt getrennt. Es ist vorwiegend ein Wohnquartier.

## Wappen
Blasonierung
Gespalten von Gold und Rot, rechts ein grüner Apfelzweig mit drei roten Früchten, links im Schildhaupt ein goldener Stern.
Das Wappen deutet mit dem Apfelzweig auf den Ortsnamen hin. Der goldene Stern bezieht sich auf das Kloster Wettingen, das in der Gemeinde Grundbesitz und Zehntenrechte hatte.

## Geschichte

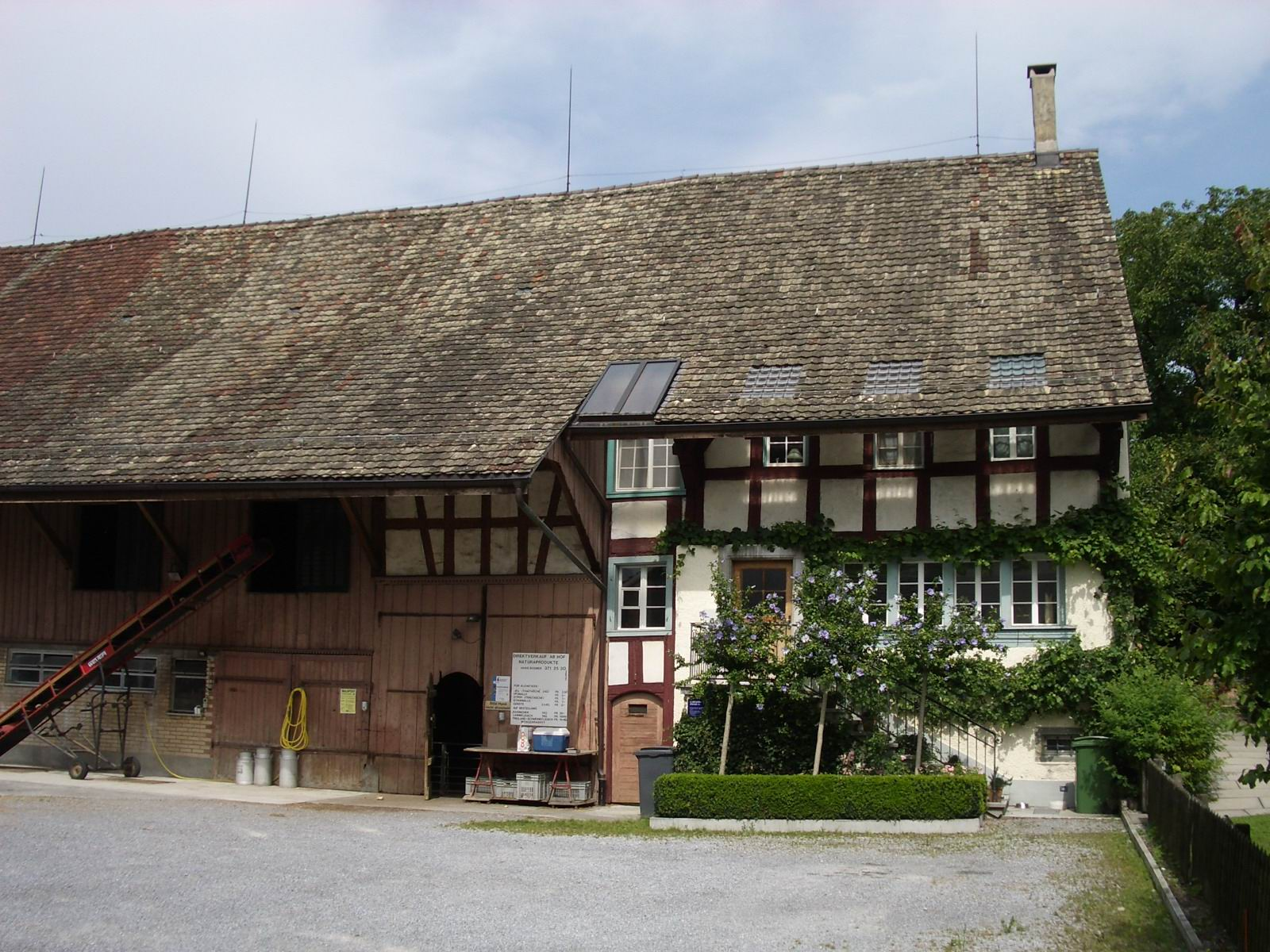
Bauernhof in Unteraffoltern, 1671 anstelle eines Vorgängerbaus erstellt

Die erste Erwähnung stammt aus der Zeit nach 831. In einer Liste des Klosters St. Gallen mit Zinsleuten aus dem Wehntal (Censores de Uaninctale) wird ein Alemanne von Affoltern (de Afaltraha) mit einer Abgabe von fünf Solidi genannt. Die erste klar datierbare Erwähnung ist von 870 überliefert. Bei Afaltraha und seinen späteren Nennungen handelt sich um den Vorläufer der heutigen Quartiere Ober- und Unterdorf. Im 11. Jahrhundert wurde das Gebiet von den Freiherren von Regensberg adaptiert, welche in der Stammburg Alt-Regensberg lebten. Das Geschlecht verschwand nach wenigen Generationen und damit auch die Bedeutung der meisten Güter im Furttal – dazu gehörten auch diejenigen in Affoltern.
Bis ins 17. Jahrhundert gehörte Affoltern zur Kirchgemeinde Höngg, dann eine kurze Zeit zu Dielsdorf und schliesslich bis ins 19. Jahrhundert zu Bülach.
Im Jahre 1934 wurde Affoltern zusammen mit den Gemeinden Albisrieden, Altstetten, Höngg, Seebach, Oerlikon, Schwamendingen und Witikon eingemeindet.

Luftbild (1959)

### Namensherkunft
Der Name Affoltern stammt ab vom althochdeutschen Wort „aphaltra“ (Apfelbaum, ahd. aphal=Apfel, ahd. tra=Baum).

### Eingemeindung

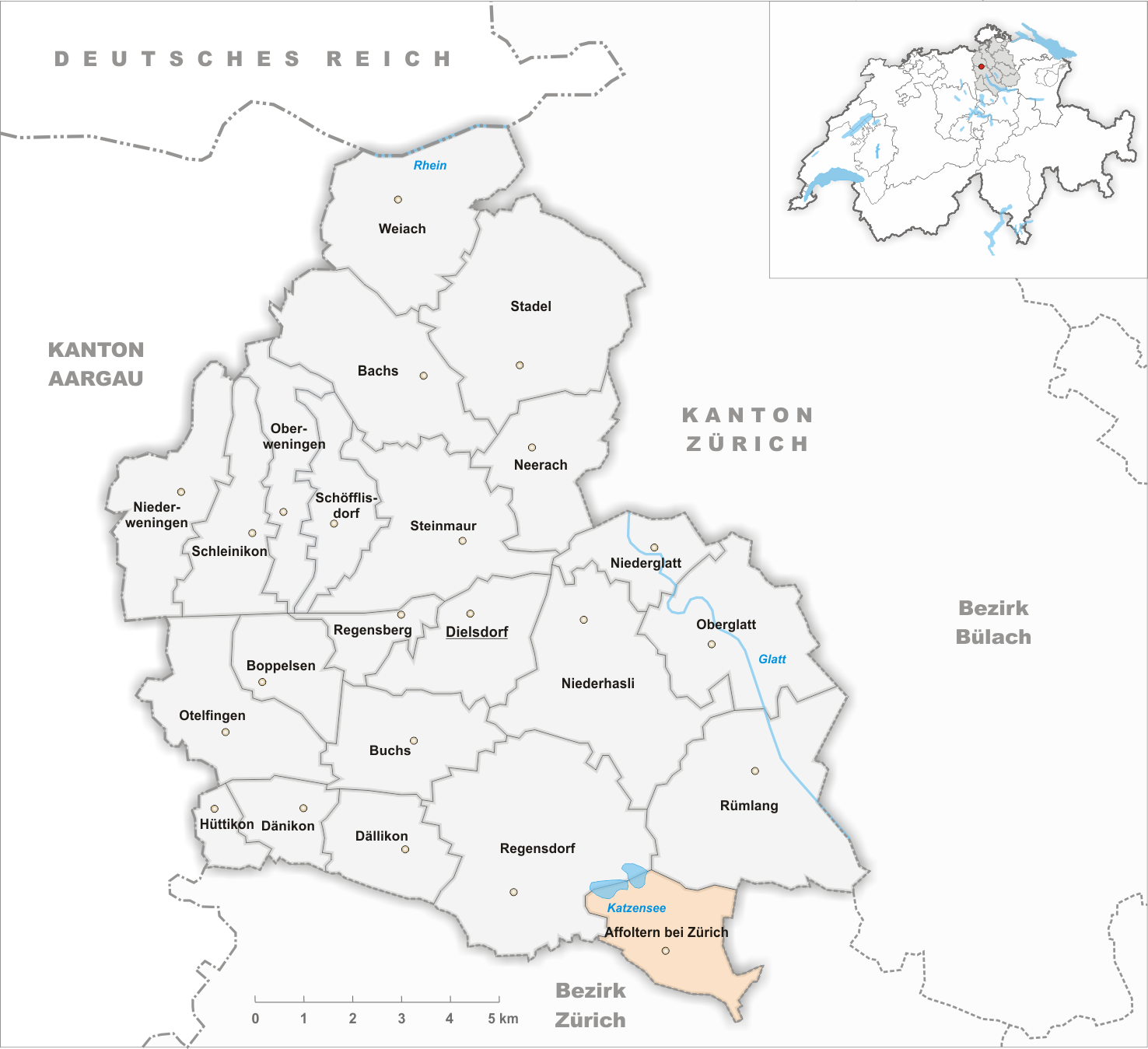
Affoltern im Bezirk Dielsdorf vor der Eingemeindung nach Zürich im Jahr 1934

Die Gemeinde Affoltern bei Zürich und sieben weitere selbständige Gemeinden wurden 1934 Teil der Stadt Zürich. Zusammen mit den weiteren Glattal-Gemeinden Oerlikon, Seebach und Schwamendingen wurde Affoltern in den neuen Stadtkreis 11 eingeteilt, wobei Schwamendingen anlässlich einer Revision der Stadtkreise 1971 in einen eigenen, neu geschaffenen Kreis 12 umgeteilt wurde.

### Quartiersgliederung

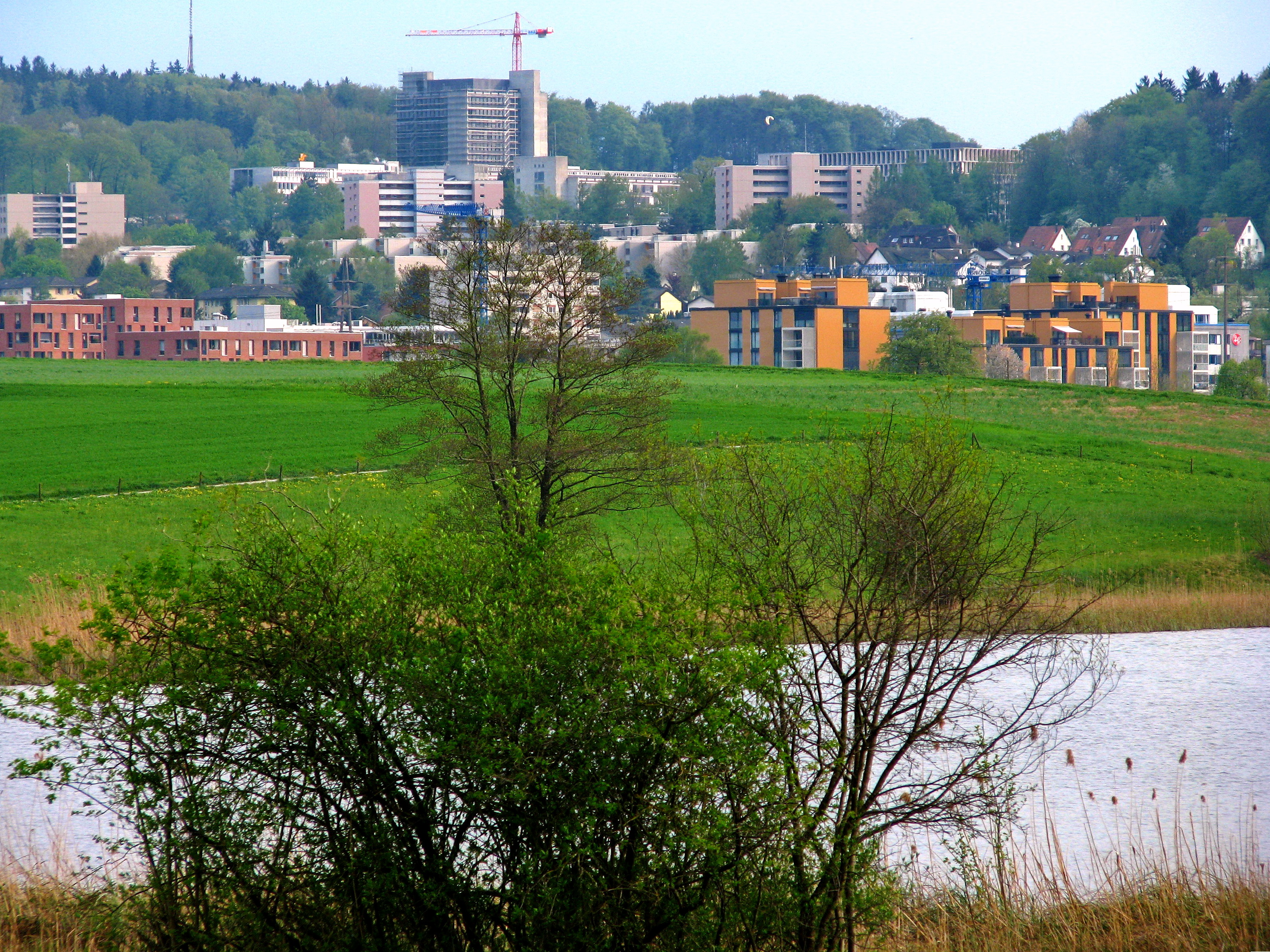
Ansicht vom oberen Katzensee, im Hintergrund die ETH-Hönggerberg

Affoltern besteht aus den Quartieren Neu-Affoltern, Ober-Affoltern und Unter-Affoltern. Neu-Affoltern grenzt an die Stadtquartiere Oerlikon und Seebach. Ober-Affoltern bildet die Verbindung zu Höngg und der ETH Science City. Unter-Affoltern grenzt an das Naturschutz- und Naherholungsgebiet Chatzensee.

## Bevölkerung
1941 hatte das Stadtquartier Affoltern noch überschaubare 3000 Einwohner. Bis zu Beginn der 1950er Jahre wurde das Quartier kaum wahrgenommen. Dann kam der erste grosse Bauboom, wo unter anderem neben den bestandenen Quartieren Ober- und Unter-Affoltern das dritte Quartier Neu-Affoltern entstand. Innerhalb von nur 10 Jahren wurden Wohnungen für mehr als 10'000 neue Einwohner gebaut. Die Einwohnerzahl stagnierte dann 40 Jahre lang bis ins Jahr 2002 bei ca. 18'000 Einwohnern. Zu Beginn des 21. Jahrhunderts erlebte die Stadt Zürich einen bis heute andauernden Wohnungsmangel, was einen zweiten grossen Bauboom auslöste. Diesmal wurden vor allem die noch freiliegenden Landflächen vom Zehntenhausplatz / In Böden bis nach Holzerhurd und dem Chatzensee-Erholungsgebiet umgezont und grosszügig, modern und familiengerecht bebaut. Dazu kamen neue Strassen, Alleen und Parkanlagen. Das Quartier zählte Ende 2009 mehr als 24'000 Einwohner, doch auch im Jahre 2010 war die Bebauung der Flächen noch nicht abgeschlossen. Somit ist Affoltern das bevölkerungsreichste Quartier in Zürich-Nord und, nach Altstetten, der ganzen Stadt Zürich. Jahrelang war Affoltern das Stadtquartier mit dem jährlich höchsten Bevölkerungswachstum. Ende 2018 hatte Affoltern rund 26'500 Einwohner. Bis 2035 soll die Bevölkerung gemäss Prognosen der Stadt Zürich voraussichtlich um 18 % auf 31'000 Personen wachsen.

## Bevölkerungsentwicklung des Quartiers
Quelle:Statistik & Daten: Affoltern

### Leben in Affoltern
Das Gebiet um den Zehntenhausplatz / „In Böden“ mit seinen Boutiquen, einigen Restaurants und Gasthäusern, kleinen Einkaufszentren und anderen Geschäften ist eher städtisch geprägt. Damit kontrastiert der alte Dorfkern mit seinen Riegelbauten und Bauernhöfen. In unmittelbarer Nähe des Zehntenhausplatzes liegt das aus dem 17. Jahrhundert stammende Zehntenhaus mit einem Quartiertreff. Wegen des schlechten Bauzustandes soll das Gebäude für über Fr. 10 Mio. saniert werden. Jenseits der Autobahnüberdeckung liegt ein Naturschutzgebiet mit drei kleinen Seen und einem Strandbad. Das Naherholungsgebiet ist an schönen Tagen und auch im Winter, wenn die Seen zugefroren sind, bei Erholungssuchenden aus der Innenstadt beliebt. In Affoltern leben vorwiegend junge Familien mit Kindern, welche eine ruhige Umgebung suchen und dennoch auf eine gute Infrastruktur zurückgreifen wollen.
Das Bild von Affoltern ist geprägt durch seine vielen Neubauwohnungen. Die meisten wurden im Flachdachdesign gestaltet. Überbauungen wie N-Joy [Quartieren Ober- und Unter-Affoltern das dritte Quartier] oder Wolfswinkel erhielten nationales Interesse unter Architekten für den modernen Urbanbau. Die meisten Bauten wurden im Minergiestandard mit Wärmepumpen und Solarzellen gebaut. Nachhaltigkeit wurde bei der Gestaltung gross geschrieben.

### Friedhöfe
Der Friedhof Affoltern stellt zusammen mit dem Friedhof Höngg und dem Kirchhof Witikon eine Besonderheit unter den Zürcher Friedhöfen dar: Es handelt sich um historische Kirchhöfe, aus denen im 19. Jahrhundert Quartierfriedhöfe entstanden sind. Der Friedhof Affoltern befindet sich neben der Kirche Unterdorf und geht auf das Jahr 1683 zurück.

### Verkehr
Der Bahnhof Zürich Affoltern wird von der S-Bahnlinie 6 bedient. Sie fährt im 30-Minuten-Takt von Uetikon nach Baden via Stadelhofen, Hauptbahnhof und Oerlikon. Seit Dezember 2016 verkehrt die S-Bahnlinie 21 abends vom Hauptbahnhof via Oerlikon nach Regensdorf-Watt und morgens in umgekehrter Richtung. Damit wird zu Hauptverkehrszeiten ein 15-Minuten-Takt gewährleistet.
Weiter gibt es einen Autobahnanschluss an den Nordring (Nordumfahrung Zürich), der einen Teil der Autobahn A1 von Genf nach St. Gallen und der Autobahn A4 von Schaffhausen in die Zentralschweiz bildet. Der Autobahnanschluss ist verbunden mit der Wehntalerstrasse, die eine wichtige Verkehrsader zur Erschliessung des nordwestlichen Teils des Kantons Zürichs darstellt.
Ausserdem wird Affoltern über die Wehntalerstrasse mit der Trolleybuslinie 32 und den Autobuslinien 61/62 bedient. Die Linie 32 fährt via Bucheggplatz zum Limmatplatz (Langstrasse) bis zum Strassenverkehrsamt. Die Linien 61/62 verbinden Affoltern mit Oerlikon und Schwamendingen. Die Busse verkehren bis zum Waidhof im Schwandenholz oder ins Neubaugebiet Ruggächern (Endhaltestelle Mühlacker). Die Buslinie 61 fährt bis zum Glattzentrum in Wallisellen. Weiter werden ab der Station Glaubtenstrasse mit der Linie 80 die Quartiere Altstetten und Neu-Oerlikon sowie mit der Linie 40 das Quartier Seebach und der Bucheggplatz bedient. Die Linie 37, welche direkt die ETH Science City auf dem Hönggerberg anfährt, verkehrt bis zur Haltestelle Mühlacker. Zudem verkehrt morgens und abends die Buslinie 42 zwischen Seebach beziehungsweise Glaubten und ETH Hönggerberg.
Die Buslinie N1 des Zürcher Nachtnetzes ZVV verbindet Affoltern an den Wochenenden im 30-Minuten-Takt mit der Innenstadt.

#### Verkehrsplanung
Frühestens 2029 soll Affoltern ein Tram via Bucheggplatz in die City erhalten. Die Tramlinie 11 wird ins Holzerhurd verlängert. Bei Bedarf soll später die Tramlinie „Nordtangente“ von Affoltern über Oerlikon nach Schwamendingen führen.

## Kirchen

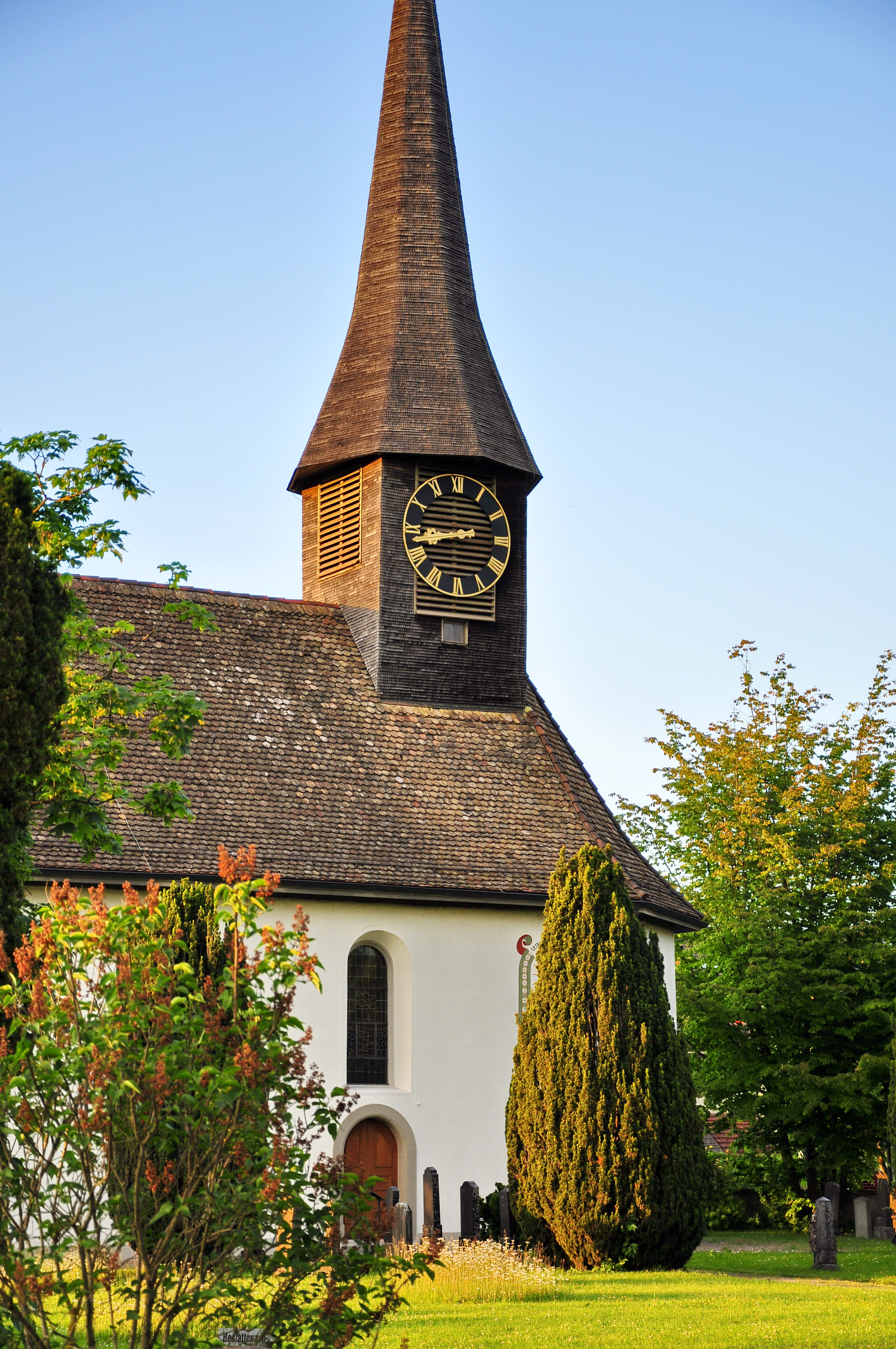
Reformierte Kirche Unterdorf von 1683

In Affoltern befinden sich folgende Kirchen und Gotteshäuser:
Die evangelisch-reformierte Kirche besitzt in Affoltern zwei Kirchen:
- die Kirche Unterdorf, welche im Jahr 1683 erbaut wurde. Sie war bis 1664 nach Höngg kirchengenössig. Die einfache, kleine Barockkirche befindet sich im Inventar der schützenswerten Gärten und Anlagen und besitzt eine Orgel der Firma Kuhn, Männedorf, die im Jahr 1983 gebaut wurde. Die Kirche Unterdorf dient dem nebenanliegenden Friedhof Affoltern als Abdankungsraum.
- die Kirche Glaubten, welche in den Jahren 1971/1972 nach Plänen der Architekten Esther und Rudolf Guyer, Zürich und Zumikon, erbaut wurde. Sie besitzt eine Orgel, die durch die Manufacture d’Orgues Muhleisen, Strasbourg, erbaut wurde.
- Ebenfalls für einen Teil von Affoltern zuständig ist die sich auf dem Gebiet von Unterstrass befindliche Matthäuskirche, welche in den Jahren 1949–1950 nach Plänen des Architekten Max Gomringer erbaut wurde.

Für die römisch-katholischen Bewohner von Affoltern sind zwei Pfarreien zuständig:
- Die Pfarrkirche St. Katharina, welche in den Jahren 1969–1972 von den Architekten Wilhelm und Eugen O. Fischer erbaut wurde.
- Für Neuaffoltern zuständig ist die auf dem Gebiet von Unterstrass gebaute Kirche Allerheiligen (Baujahr 1963–1964). Sie wurde vom Architekten Karl Higi erbaut und besitzt eine 2008 von Bernhardt Edskes erbaute Orgel sowie ein Fresko des Künstlers Ferdinand Gehr.

Die Neuapostolische Kirche besitzt eine Kirche an der Zehntenhausstrasse 12. Die ursprüngliche 1964–1965 erbaute Kirche wurde 2015 abgetragen und eine neue Kirche wurde erstellt. Diese wurde 2017 eingeweiht.

## Wirtschaft
In Affoltern sind 2800 Arbeitende beschäftigt. Die grossen ansässigen Unternehmen sind der Schweizerische Arbeitgeberverband des Gastgewerbes Gastrosuisse und der Metallgewebehersteller G. Bopp & Co AG.